# فرودگاه کادوقلی
فرودگاه کادوقلی (به انگلیسی: Kadugli Airport) یک فرودگاه است . این فرودگاه در شهر کادوقلی کشور سودان قرار دارد .

## شرکت‌های هواپیمایی و مقصدهای پروازی
| شرکت‌های هواپیمایی | مقصدهای پروازی |
| ----------------- | -------------- |
| Tarco Airlines    | خرطوم          |